# Nati nel 1602
| Questa pagina contiene informazioni ricavate automaticamente dalle voci biografiche con l'ausilio del template Bio e di un bot. L'aggiornamento è periodico e automatico e ricostruisce completamente la pagina. Se manca una persona in questa lista, sei pregato di non aggiungerla, ma accertati piuttosto che la sua voce biografica contenga il template Bio e che i dati anagrafici siano correttamente compilati. Se il template Bio manca, inseriscilo tu stesso o, in alternativa, metti l'avviso {{tmp\|Bio}} che ne segnala la mancanza. Se i dati riportati sono sbagliati, correggi direttamente la voce biografica; le modifiche saranno visibili in questa lista entro pochi giorni. Per chiarimenti vedi il progetto biografie. La lista contiene solo le 93 persone che sono citate nell'enciclopedia e per le quali è stato implementato correttamente il template Bio. Pagina aggiornata al 4 gen 2025. |

## Gennaio(3)
- 2 gennaio - Rodrigo Ponce de León, nobile spagnolo († 1658)
- 24 gennaio - Mildmay Fane, II conte di Westmorland, politico inglese († 1666)
- 29 gennaio - Amalia Elisabetta di Hanau-Münzenberg, contessa († 1651)

## Febbraio(5)
- 14 febbraio - Guglielmo V d'Assia-Kassel, nobile tedesco († 1637)
- 14 febbraio - Francesco Cavalli, compositore italiano († 1676)
- 16 febbraio - Eleonora Dorotea di Anhalt-Dessau, nobile († 1664)
- 18 febbraio - Per Brahe il Giovane, politico svedese († 1680)
- 18 febbraio - Pieter Meulener, pittore fiammingo († 1654)

## Marzo(4)
- 18 marzo - Martino Longhi il Giovane, architetto italiano († 1660)
- 18 marzo - Jacques de Billy, matematico e gesuita francese († 1679)
- 29 marzo - John Arrowsmith, teologo inglese († 1659)
- 29 marzo - John Lightfoot, teologo inglese († 1675)

## Aprile(4)
- 2 aprile - María di Ágreda, religiosa e mistica spagnola († 1665)
- 20 aprile - Pompeo Compagnoni, giurista e storico italiano († 1675)
- 30 aprile - Robert Baillie, pastore protestante, storico e pubblicista scozzese († 1662)
- 30 aprile - Carlo Gonzaga, militare italiano († 1670)

## Maggio(8)
- 1º maggio - William Lilly, astrologo e scrittore inglese († 1681)
- 2 maggio - Giacomo Corradi, cardinale e vescovo cattolico italiano († 1666)
- 2 maggio - Athanasius Kircher, gesuita, filosofo e storico tedesco († 1680)
- 8 maggio - Jérôme Duquesnoy il Giovane, scultore e architetto fiammingo († 1654)
- 12 maggio - Dorotea Augusta di Holstein-Gottorp, nobile tedesca († 1682)
- 26 maggio - Philippe de Champaigne, pittore francese († 1674)
- 28 maggio - Caterina di Brandeburgo, principessa († 1644)
- 29 maggio - Camilla Virginia Savelli Farnese, religiosa italiana († 1668)

## Giugno(4)
- 2 giugno - Rodolfo Cristiano della Frisia orientale, conte († 1628)
- 6 giugno - Ludovico Francesco Gonzaga, militare italiano († 1630)
- 9 giugno - Georg Adam von Martinitz, nobile ceco († 1651)
- 12 giugno - Paolo Sforza, marchese di Proceno, nobile e militare italiano († 1669)

## Luglio(6)
- 2 luglio - Luigi Reali, pittore italiano
- 6 luglio - Eleonora Ramirez de Montalvo, educatrice italiana († 1659)
- 14 luglio - Giulio Mazzarino, cardinale, politico e diplomatico italiano († 1661)
- 15 luglio - John Bradshaw, magistrato e politico inglese († 1659)
- 22 luglio - Jean Du Breuil, scrittore, saggista e matematico francese († 1670)
- 26 luglio - Ana Monteagudo, religiosa peruviana († 1686)

## Agosto(3)
- 2 agosto - Gaspar Alfonso Pérez de Guzmán, nobile spagnolo († 1664)
- 9 agosto - Gilles Personne de Roberval, matematico e fisico francese († 1675)
- 31 agosto - Amalia di Solms-Braunfels, nobile tedesca († 1675)

## Settembre(1)
- 29 settembre - Algernon Percy, X conte di Northumberland, militare inglese († 1668)

## Ottobre(1)
- 18 ottobre - Luca Assarino, giornalista e scrittore italiano († 1672)

## Novembre(7)
- 3 novembre - Luigi I Gonzaga di Luzzara, nobile e militare italiano († 1666)
- 17 novembre - Agnese di Gesù, religiosa francese († 1634)
- 20 novembre - Otto von Guericke, politico, giurista e fisico tedesco († 1686)
- 22 novembre - Elisabetta di Borbone-Francia, regina († 1644)
- 23 novembre - Luigi Filippo del Palatinato-Simmern, nobile tedesco († 1655)
- 26 novembre - Giovanni Francesco Bellezia, politico italiano († 1672)
- 27 novembre - Chiara Margarita Cozzolani, cantante, compositrice e monaca cristiana italiana († 1678)

## Dicembre(2)
- 7 dicembre - Bartolomeo Mastri, francescano, filosofo e teologo italiano († 1673)
- 18 dicembre - Simonds D'Ewes, politico e antiquario inglese († 1650)

## Senza giorno specificato(45)
- Nettario di Gerusalemme, arcivescovo ortodosso greco († 1676)
- Catalano Alfieri, nobile e militare italiano († 1673)
- Pedro d'Alva y Astorga, teologo spagnolo († 1667)
- Anthonie Palamedes, pittore, incisore e disegnatore olandese († 1673)
- Iacopo Badoer, politico, librettista e poeta italiano († 1654)
- François de Baradas,  francese († 1684)
- Marco Boschini, scrittore, pittore e incisore italiano († 1681)
- Andrea Camassei, pittore e incisore italiano († 1649)
- Joseph Caryl, religioso inglese († 1673)
- Dario Castello, compositore e violinista italiano († 1631)
- Francesco Costanzo Catanio, pittore italiano († 1665)
- Michelangelo Cerquozzi, pittore italiano († 1660)
- Pedro Bohórquez, esploratore spagnolo († 1667)
- Henri de Chastelard de Salières, militare francese († 1680)
- Giuseppe Chiara, missionario italiano († 1685)
- Giuseppe Ciantes, vescovo cattolico e orientalista italiano († 1670)
- Giulio Cesare Colonna di Sciarra, II principe di Carbognano, nobile italiano († 1681)
- Jacopo Confortini, pittore e religioso italiano († 1672)
- Edward Corbet, religioso inglese († 1658)
- Davide Corte, pittore italiano († 1657)
- Antoine Dadin de Hauteserre, giurista e storico francese († 1682)
- Cornelis van Dalen I, incisore, disegnatore e pittore olandese († 1665)
- Annella di Massimo, pittrice italiana († 1643)
- Giuliano Finelli, scultore italiano († 1653)
- Jan Gembicki, vescovo cattolico polacco († 1675)
- Bartolomeo Gera, vescovo cattolico italiano († 1681)
- Francesco Gisulfo e Osorio, vescovo cattolico italiano († 1664)
- Annibale Gonzaga, militare italiano († 1668)
- John Greaves, astronomo, matematico e antiquario britannico († 1652)
- William Lawes, musicista e compositore inglese († 1645)
- Jan Linsen, pittore olandese († 1635)
- Michele Lorenzo Mancini, nobile, astrologo e alchimista italiano († 1656)
- Jusepe Martínez, pittore spagnolo († 1682)
- Camillo Mazza, scultore italiano († 1672)
- Giovan Battista Odierna, giurista italiano († 1678)
- Lelio Pellesina, architetto italiano
- Giovan Tommaso Perrone, vescovo cattolico italiano († 1677)
- Antonio de Puga, pittore spagnolo († 1648)
- Juan Pérez de Montalbán, drammaturgo, poeta e presbitero spagnolo († 1638)
- Tommaso Redi, scultore e architetto italiano († 1657)
- Marco Scacchi, compositore italiano († 1662)
- Charles Sorel, scrittore francese († 1674)
- Franciscus Van den Enden, gesuita, medico e poeta fiammingo († 1674)
- Lawrence Washington, religioso britannico († 1653)
- Luigi di Nassau-Beverweerd, militare olandese († 1665)